# (6367) 1982 FY2
(6367) 1982 FY2 es un asteroide perteneciente al cinturón de asteroides, descubierto el 18 de marzo de 1982 por Henri Debehogne  desde el observatorio de La Silla.

## Designación y nombre
Designado provisionalmente como 1982 FY2.

## Características orbitales
(6367) 1982 FY2 está situado a una distancia media del Sol de 2,208 ua, pudiendo alejarse hasta 2,402 ua y acercarse hasta 2,014 ua. Su excentricidad es 0,088 y la inclinación orbital 1,701 grados. Emplea 1198,64 días en completar una órbita alrededor del Sol.

## Características físicas
La magnitud absoluta de (6367) 1982 FY2 es 13,99. Tiene 4,282 km de diámetro y su albedo se estima en 0,303. 